# Nacionalismo americano

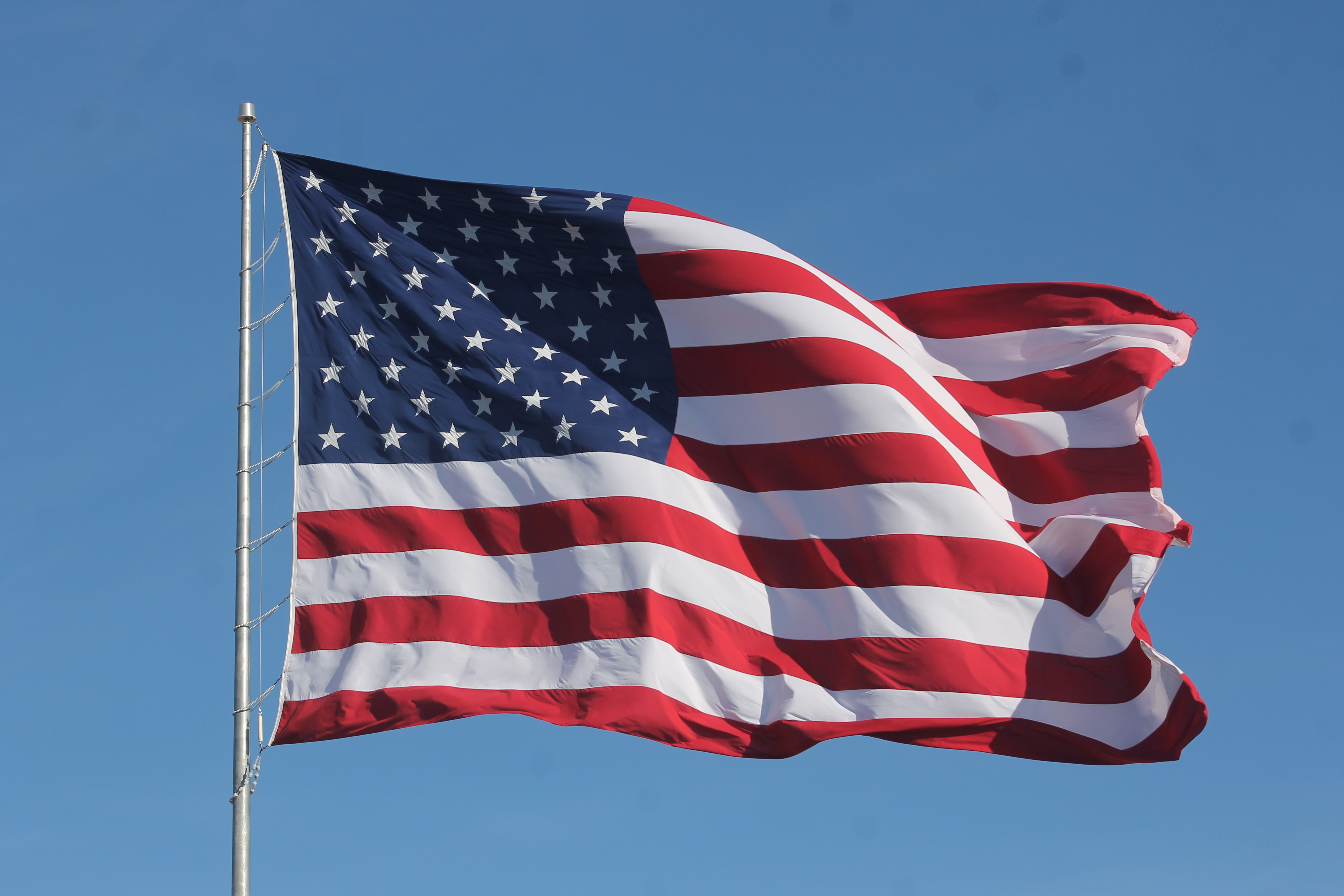
Bandeira dos Estados Unidos

O nacionalismo americano é uma forma de influência cívica, étnica, cultural ou econômica que se encontra nos Estados Unidos e que, essencialmente, indica os aspectos que caracterizam e distinguem os Estados Unidos como uma comunidade política autônoma. O termo explica frequentemente os esforços para reforçar a identidade nacional e a auto-determinação nos assuntos nacionais e internacionais.
Todas as quatro formas de nacionalismo encontraram expressão ao longo da história dos Estados Unidos, consoante o período histórico. A primeira Lei da Naturalização, de 1790, aprovada pelo Congresso e pelo Presidente George Washington, definiu a identidade e a cidadania americanas com base em critérios raciais, declarando que só os “homens brancos livres e de bom carácter” podiam tornar-se cidadãos e negando a cidadania aos negros escravizados e a qualquer pessoa de origem não europeia; tratava-se, portanto, de uma forma de nacionalismo étnico. Alguns acadêmicos americanos defendem que o governo dos Estados Unidos institucionalizou um nacionalismo cívico baseado em conceitos legais e racionais de cidadania, assentes numa língua e em tradições culturais comuns, e que os Pais Fundadores dos Estados Unidos estabeleceram o país com base em princípios liberais e individualistas.

## História

### Treze Colônias
Os Estados Unidos têm as suas origens nas Treze Colônias fundadas pela Grã-Bretanha no século XVII e início do século XVIII. Os residentes identificaram-se com a Grã-Bretanha até meados do século XVIII, altura em que surgiu o primeiro sentimento de ser "americano". O Plano Albany propôs uma união entre as colônias em 1754. Embora não tenha sido bem sucedido, serviu de referência para futuras discussões sobre a independência.

A Declaração de Independência de John Trumbull é frequentemente identificada como uma representação da assinatura da Declaração, mas na realidade mostra o comité de redação de cinco pessoas a apresentar o seu trabalho ao Segundo Congresso Continental.

### Revolução Americana
Pouco tempo depois, as colônias enfrentaram várias queixas comuns relativamente a atos aprovados pelo Parlamento britânico, incluindo a tributação sem representação. Os americanos estavam de acordo em que só as suas próprias legislaturas coloniais - e não o Parlamento em Londres - podiam aprovar impostos internos. O Parlamento insistiu vigorosamente no contrário e não foi possível chegar a um compromisso. O governo de Londres castigou Boston pela Festa do Chá de Boston e as Treze Colônias uniram-se e formaram o Congresso Continental, que durou de 1774 a 1789. Em 1775, eclodiram os combates e, no início de 1776, o sentimento de independência foi influenciado pelo apelo ao nacionalismo americano lançado por Thomas Paine. O seu panfleto Common Sense foi um best-seller em 1776, lido em voz alta em tabernas e cafés. O Congresso emitiu por unanimidade uma Declaração de Independência, anunciando a formação de uma nova nação de estados independentes, os Estados Unidos da América. Os Patriotas Americanos venceram a Guerra da Revolução Americana e receberam generosos termos de paz da Grã-Bretanha em 1783. A minoria dos Lealistas (leais ao Rei Jorge III) podia permanecer ou partir, mas cerca de 80% permaneceram e tornaram-se cidadãos americanos de pleno direito. Desfiles frequentes, juntamente com novos rituais e cerimônias - e uma nova bandeira - proporcionaram ocasiões populares para expressar um espírito de nacionalismo americano.
A nova nação funcionava sob um governo nacional muito fraco, estabelecido pelos Artigos da Confederação, e a maioria dos americanos dava prioridade ao seu estado em detrimento da nação. Os nacionalistas liderados por George Washington, Alexander Hamilton e James Madison fizeram com que o Congresso convocasse uma convenção constitucional em 1787. Esta produziu a Constituição para um governo nacional forte, que foi debatida em todos os estados e adotada por unanimidade. Entrou em vigor em 1789 como a primeira democracia liberal constitucional moderna baseada no consentimento dos governados, com Washington como primeiro Presidente.

### Expansão para Oeste
Num discurso proferido em 1858, o futuro Presidente Abraham Lincoln aludiu a uma forma de nacionalismo cívico americano com origem nos princípios da Declaração de Independência como uma força de unidade nacional nos Estados Unidos, afirmando que era um método para unir diversos povos de diferentes ascendências étnicas numa nacionalidade comum:

Se olharem para trás ao longo desta história para encontrarem a sua ligação com esses dias pelo sangue, descobrem que não têm nenhuma, não podem transportar-se para essa época gloriosa e sentir que fazem parte de nós, mas quando olham para a velha Declaração de Independência descobrem que esses velhos homens dizem que "Consideramos estas verdades evidentes por si próprias, que todos os homens são criados iguais", e então sentem que o sentimento moral ensinado naquele dia evidencia a sua relação com esses homens, que é o pai de todos os princípios morais neles, e que têm o direito de o reivindicar como se fossem sangue do sangue e carne da carne dos homens que escreveram a Declaração, e assim são. É esse o fio elétrico da Declaração que liga os corações dos homens patriotas e amantes da liberdade, que ligará esses corações patrióticos enquanto o amor pela liberdade existir nas mentes dos homens de todo o mundo.Original {{{{{língua}}}}}: discurso aos eleitores de Chicago, 10 de julho de 1858— Abraham Lincoln

### Guerra Civil Americana
Os sulistas brancos sentiam-se cada vez mais alienados - viam-se a si próprios como cidadãos de segunda classe, à medida que os agressivos nortistas anti-escravatura tentavam pôr fim à sua capacidade de escravizar pessoas nos territórios ocidentais em rápido crescimento. Questionavam-se sobre se a sua lealdade para com a nação se sobrepunha ao seu compromisso para com o seu Estado e o seu modo de vida, uma vez que este estava tão intimamente ligado à escravatura e se podiam escravizar pessoas. Começava a surgir um sentimento de nacionalismo sulista; no entanto, era ainda rudimentar em 1860, quando a eleição de Lincoln constituiu um sinal para que a maioria dos Estados esclavagistas do Sul se separassem e formassem uma nova nação. O governo confederado insistia que o nacionalismo era real e impunha encargos crescentes à população em nome da independência e do nacionalismo. O registo de combate feroz dos Confederados demonstra o seu empenho na morte pela independência. O governo e o exército recusaram-se a fazer concessões e foram esmagados militarmente em 1865. Na década de 1890, o Sul branco sentiu-se justificado pela sua crença na memória recentemente construída da Causa Perdida da Confederação. O Norte passou a aceitar ou, pelo menos, a tolerar a segregação racial e a privação do direito de voto dos eleitores negros no Sul. O espírito do nacionalismo americano tinha regressado a Dixie.

### Reconstrução, Idade Dourada e Era Progressista

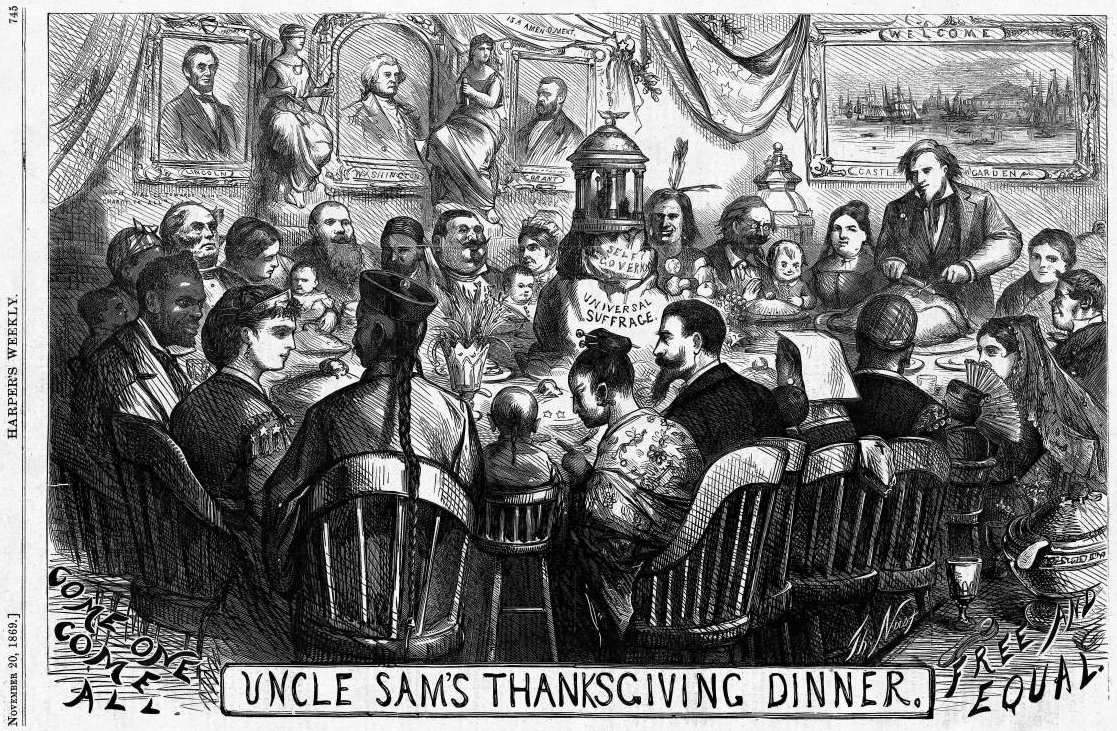
Uma história em quadrinhos de Thomas Nast, de 1869, que defende o excepcionalismo americano, mostra americanos de diferentes ascendências e origens étnicas sentados juntos à mesa de jantar com a Columbia para desfrutarem de uma refeição de Ação de Graças como membros iguais da cidadania americana, enquanto o Tio Sam prepara e põe a refeição sobre a mesa, defendendo assim uma forma inclusiva de nacionalismo americano que é cívico, em que a pertença à nação não depende da etnia.

O triunfo do Norte na Guerra Civil Americana marcou uma transição significativa na identidade nacional americana. A ratificação da Décima Quarta Emenda resolveu a questão fundamental da identidade nacional, nomeadamente os critérios para ser um cidadão dos Estados Unidos. Todas as pessoas nascidas nos limites territoriais dos Estados Unidos ou nessas zonas e sujeitas à sua jurisdição eram cidadãos americanos, independentemente da sua etnia ou estatuto social (os indígenas das reservas tornaram-se cidadãos em 1924, enquanto os indígenas fora das reservas sempre foram cidadãos).
No início do século XX, um dos maiores defensores do nacionalismo americano foi Theodore Roosevelt. As políticas de Roosevelt, tanto a nível interno como externo, que vieram a ser conhecidas como o Novo Nacionalismo, incluíam um elemento de forte identidade nacional. Ele insistia que era preciso ser 100% americano, e não um "americano hifenizado" que fazia malabarismos com múltiplas lealdades.

Jornal que noticia a anexação da República do Havaí em 1898

Com uma economia industrial em rápido crescimento, os imigrantes da Europa, do Canadá, do México e de Cuba eram bem-vindos, e vieram milhões. Tornar-se um cidadão de pleno direito era fácil, exigindo o preenchimento de documentos ao longo de cinco anos. No entanto, os recém-chegados asiáticos não eram bem-vindos. Os Estados Unidos impuseram restrições à maioria dos imigrantes chineses na década de 1880 e restrições informais à maioria dos japoneses em 1907. Em 1924, era difícil para qualquer asiático entrar nos Estados Unidos, mas as crianças nascidas nos Estados Unidos de pais asiáticos eram cidadãos de pleno direito. As restrições foram suprimidas para os chineses na década de 1940 e para os outros asiáticos em 1965.

### Guerras mundiais e período entre guerras
Depois de os Estados Unidos terem entrado na Primeira Guerra Mundial, o nacionalismo disparou. Os americanos alistaram-se em massa nas forças armadas, motivados pela propaganda e pelos filmes de guerra. A resistência ao recrutamento foi muito reduzida.
Na altura da Primeira Guerra Mundial, muitos protestantes nativos eram cépticos em relação aos imigrantes recentes nos Estados Unidos, que eram frequentemente católicos ou judeus e falavam outras línguas para além do inglês na sua vida cotidiana. Muitos defendiam o "americanismo a cem por cento", em contraste com o "americanismo hifenizado". Este fato foi exemplificado pelo filme O Nascimento de uma Nação, de 1915, e pela ascensão do Ku Klux Klan nas décadas de 1910 e 20.  No início e em meados do século XX, o ensino público tornou-se obrigatório em muitas jurisdições, tendo as escolas paroquiais sido restringidas ou proibidas. O dia escolar começava normalmente com o Juramento de Fidelidade. Foi neste ambiente que a Lei da Imigração de 1924 foi aprovada para regular a imigração do Sul e do Leste Europeu. No entanto, durante este período, a cidadania foi também alargada aos nativos americanos, tanto dentro como fora das reservas, pela primeira vez.
A Segunda Guerra Mundial conduziu a um nacionalismo sem precedentes nos Estados Unidos. Após o ataque a Pearl Harbor em 1941, muitos americanos alistaram-se nas forças armadas. Durante a guerra, grande parte da vida americana centrou-se na contribuição para o esforço de guerra, principalmente através de esforços voluntários, entrada na força de trabalho, racionamento, controle de preços e poupança de rendimentos. Mesmo os membros de movimentos anti-guerra, como as igrejas pacifistas, o movimento anti-guerra e os objetores de consciência, abandonaram o seu pacifismo por causa da guerra, sentindo que a Segunda Guerra Mundial era uma guerra justa.

### Guerra Fria
Após a Segunda Guerra Mundial e com início da Guerra Fria, os Estados Unidos emergiram como superpotência mundial e abandonaram a sua política tradicional de isolacionismo em favor do intervencionismo. Com isto, o nacionalismo assumiu uma nova forma nos Estados Unidos, uma vez que os americanos começaram a ver o seu país como uma polícia mundial com o objetivo final de erradicar o comunismo do mundo. Este fervor nacionalista foi alimentado pelo envolvimento dos Estados Unidos na Guerra da Coreia, na Guerra do Vietnã, na Invasão da Baía dos Porcos e em muitos outros conflitos.

### Era moderna
Os atentados de 11 de setembro de 2001 conduziram a uma vaga de expressão nacionalista nos Estados Unidos. O início da guerra ao terror foi acompanhado por um aumento do alistamento militar, que incluiu não só americanos com rendimentos mais baixos, mas também cidadãos da classe média e da classe alta. Este nacionalismo continuou durante muito tempo na Guerra do Afeganistão e na Guerra do Iraque.

## Estados Unidos contemporâneos
O nacionalismo e o americanismo continuam a ser temas atuais nos Estados Unidos. O cientista político Paul McCartney, por exemplo, argumenta que, enquanto nação definida por um credo e um sentido de missão, os americanos tendem a equiparar os seus interesses aos da humanidade, o que influencia a sua postura global. Em alguns casos, pode ser considerada uma forma de etnocentrismo e de excepcionalismo americano.
Devido às circunstâncias distintivas da política americana ao longo da história, o seu nacionalismo desenvolveu-se em torno da lealdade a um conjunto de ideais políticos liberais e universais e da responsabilidade sentida de propagar esses princípios a nível mundial. O reconhecimento da concepção dos Estados Unidos como responsáveis pela difusão da mudança liberal e pela promoção da democracia na política e governação mundiais definiu praticamente toda a política externa americana. Por conseguinte, a promoção da democracia não é apenas mais uma medida de política externa, mas é antes a caraterística fundamental da sua identidade nacional e determinação política.

## Variedades do nacionalismo americano
Num artigo publicado em 2016 na revista American Sociological Review, "Varieties of American Popular Nationalism", os sociólogos Bart Bonikowski e Paul DiMaggio apresentam resultados de investigação que sustentam a existência de, pelo menos, quatro tipos de nacionalistas americanos, incluindo grupos que vão do menor ao maior: (1) os desinteressados, (2) os nacionalistas de credo ou cívicos, (3) os nacionalistas fervorosos e (4) os nacionalistas restritivos.
A análise de Bonikowski e Dimaggio destes quatro grupos revelou que os nacionalistas fervorosos representavam cerca de 24% do seu estudo e constituíam o maior dos dois grupos que Bonikowski e Dimaggio consideram "extremos". Os membros deste grupo identificavam-se intimamente com os Estados Unidos, tinham muito orgulho no seu país e associavam-se fortemente a fatores de orgulho nacional. Consideram que um "verdadeiro americano" deve falar inglês e viver nos Estados Unidos durante a maior parte da sua vida. Menos, mas 75%, acreditam que um "verdadeiro americano" deve ser cristão e 86% acreditam que um "verdadeiro americano" deve ter nascido no país. Além disso, os nacionalistas fervorosos consideram que os judeus, os muçulmanos, os agnósticos e os cidadãos naturalizados são algo menos do que genuinamente americanos. A segunda classe, que Bonikowski e DiMaggio consideraram “extrema”, foi a menor das quatro classes, pois os seus membros constituíam 17% dos inquiridos. Os desengajados demonstravam pouco orgulho nas instituições governamentais e não se identificavam totalmente com os Estados Unidos. A sua falta de orgulho estendia-se à democracia americana, à história americana, à igualdade política nos Estados Unidos e à influência política do país. Este grupo era o menos nacionalista de todos os quatro grupos que identificaram.

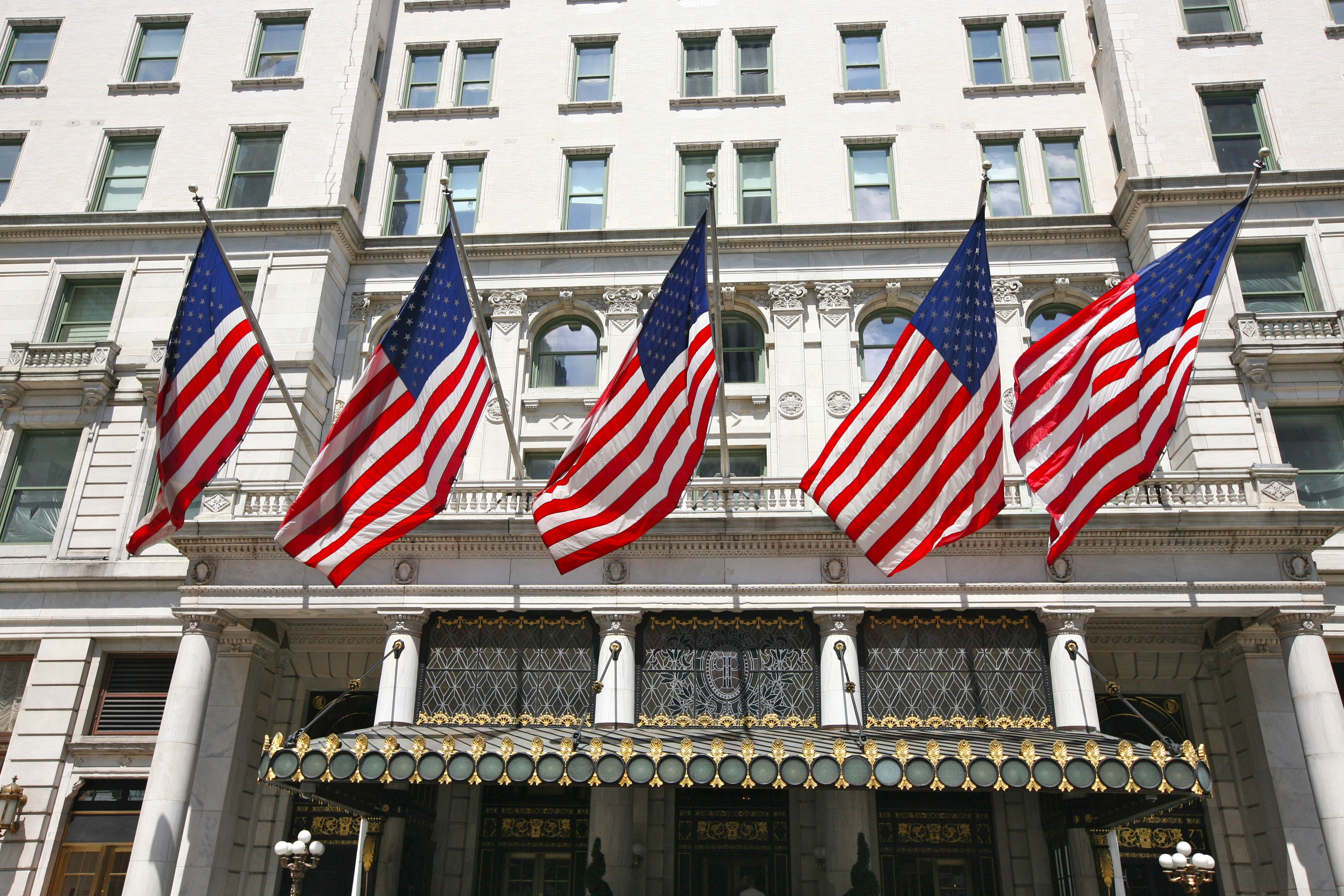
Estudos apoiam a ideia de que a bandeira americana aumenta o nacionalismo.

As duas classes restantes eram menos homogêneas nas suas respostas do que os nacionalistas fervorosos e os desvinculados. Os nacionalistas restritivos tinham baixos níveis de orgulho na América e nas suas instituições, mas definiam um "verdadeiro americano" de uma forma marcadamente "excludente". Este grupo era o maior dos quatro porque os seus membros constituíam 38% dos inquiridos do estudo. Embora os seus níveis de identificação nacional e de orgulho fossem moderados, defendiam crenças que os levavam a ter definições restritivas de "verdadeiros americanos"; por exemplo, as suas definições excluíam os "não-cristãos".
O último grupo a ser identificado foi o dos nacionalistas de credo (também conhecidos como nacionalistas cívicos), cujos membros constituíam 22% dos inquiridos no estudo. Este grupo acreditava nos valores liberais, tinha orgulho nos Estados Unidos e os seus membros eram os que tinham menos restrições quanto a quem podia ser considerado um verdadeiro americano. Identificavam-se intimamente com o seu país, do qual se sentiam "muito próximos", e orgulhavam-se das suas realizações. Bonikowski e Dimaggio apelidaram o grupo de "credo" porque as suas crenças se aproximavam mais dos preceitos do que é amplamente considerado o credo americano.
Como parte das suas conclusões, os autores referem que a ligação entre o dinheiro avultado, a crença religiosa e a identidade nacional é significativa. A crença de que ser cristão é uma parte integrante do que significa ser um "verdadeiro americano" é o fator mais significativo que separa os nacionalistas de credo e os desvinculados dos nacionalistas restritivos e fervorosos. Determinaram também que os seus agrupamentos ultrapassam as fronteiras partidárias e ajudam a explicar o que consideram ser o recente sucesso da retórica populista, nativista e racista na política americana.

### Nacionalismo cultural
O nacionalismo cultural tem sido historicamente um elemento integrante do nacionalismo americano. Estes nacionalistas culturais formam alianças de grupo baseadas numa herança cultural comum e não na raça ou no partido político. Este património pode incluir a cultura (Cultura dos Estados Unidos), a língua (Língua inglesa), a religião (Cristianismo), a história (História dos Estados Unidos), a ideologia (Democracia) e os símbolos (Símbolos nacionais dos Estados Unidos). O nacionalismo cultural distingue-se do nacionalismo étnico, no qual a raça e a etnia são realçadas em detrimento da cultura e da língua.
O nacionalismo adquiriu um carácter cultural a partir do final do século XVIII. Várias ideias históricas moldaram o nacionalismo cultural moderno nos Estados Unidos, incluindo o conceito de Estado-nação, a fusão do nacionalismo e da religião num nacionalismo religioso e a política identitária.

### Nacionalismo cívico
O nacionalismo americano assume por vezes a forma de nacionalismo cívico, uma forma liberal de nacionalismo baseada em valores como a liberdade, a igualdade e os direitos individuais. Os nacionalistas cívicos veem a nação como uma identidade política. Defendem que os princípios democráticos liberais e a lealdade definem uma nação cívica. A adesão está aberta a todos os cidadãos, independentemente da cultura, etnia ou língua, desde que acreditem nesses valores.

### Trumpismo

Bandeira de Donald Trump

O Presidente Donald Trump foi descrito como um nacionalista, tendo ele próprio adotado o termo. Vários funcionários da sua administração foram descritos como representando uma “ala nacionalista” no seio do governo federal.
Num artigo publicado em fevereiro de 2017 na revista The Atlantic, o jornalista Uri Friedman descreveu o "nacionalismo económico populista" como um novo movimento nacionalista "inspirado no 'populismo' do presidente dos Estados Unidos do século XIX, Andrew Jackson", que foi introduzido nas declarações de Trump na Convenção Nacional Republicana, num discurso escrito por Stephen Miller e Steve Bannon. Miller tinha adotado a forma de “populismo de Estado-nação” do senador Jeff Sessions quando trabalhava como seu adjunto. Em setembro de 2017, o jornalista do The Washington Post, Greg Sargent, observou que "o nacionalismo de Trump", tal como "definido" por Bannon, Breitbart, Miller e "o resto do contingente 'nacionalista econômico populista' em torno de Trump", estava começando a ter um apoio vacilante entre os eleitores de Trump. Alguns membros republicanos do Congresso foram também descritos como nacionalistas durante a era Trump, como o Representante Steve King, o Representante Matt Gaetz, o Senador Tom Cotton e o Senador Josh Hawley.